# Das Mikroskop
Das Mikroskop ist ein deutscher Film von Rudolf Thome. Er hatte seine Premiere am 17. Februar 1988 im Forum der Berlinale und startete am 14. April 1988 in den Kinos. Der Film bildet den Auftakt der Trilogie „Formen der Liebe“, die mit Der Philosoph (1988) und Sieben Frauen (1989) vervollständigt wurde.

## Handlung
Die Beziehung von Franz und Maria befindet sich in der Krise: Während sie heiraten und Kinder bekommen will, ist Franz eher für eine lockere Bindung. Verzweifelt lässt er sich auf eine Affäre mit der Zufallsbekanntschaft Tina ein. Maria und Tina verstehen sich indes so gut, dass sie gemeinsam einen Laden eröffnen. Maria ist fest entschlossen Franz zu zeigen, dass ihre Beziehung es wert ist, dafür zu kämpfen. Aquaristische Experimente und der Blick durch das Objektiv eines Mikroskops (Franz’ neuer Leidenschaft) bringen die beiden, nachdem die Trennung fast vollzogen war, doch noch einmal zueinander.

## Kritik
Der Filmdienst urteilt, der Film sei „eine leicht und unterhaltsam inszenierte Komödie, die den Stil Eric Rohmers variiert und – trotz wenig überzeugender Pointen – Stoff für vielfältige Diskussionen über Probleme von Partnerschaft und Liebe liefert.“

## Auszeichnungen
Beim Deutschen Filmpreis 1988 erhielt der Film den Preis für das beste Ensemble (Adriana Altaras und Vladimir Weigl).
Die Deutsche Film- und Medienbewertung FBW in Wiesbaden verlieh dem Film das Prädikat wertvoll.